# Parco della Biodiversità di Expo 2015
Il Parco della Biodiversità è stata una delle aree tematiche all'interno del sito espositivo di Expo 2015. L'area fu creata in collaborazione con BolognaFiere e il Ministero delle politiche agricole alimentari e forestali, del Ministero dell'Ambiente e della Tutela del Territorio e del Mare e di FederBio. Si estendeva su una superficie di 8.500 m² e al suo interno hanno sede anche un teatro e due padiglioni.
Il parco si divideva in tre sezioni:
- L'area esterna constaca di cinque tappe che rappresentano il territorio italiano, esplorando cinque diversi paesaggi: Alpi, Appennini, Pianura padana, Tavolieri altopiani, isole, e dopo l'area del frutteto, si chiudeva con la rappresentazione dell'agro-biodiversità urbana. Questi ecosistemi erano riprodotti con piante e materiali tipici dei paesaggi stessi.
- La mostra Storie di Biodiversità ideata da un gruppo di lavoro comprendente l'Università degli Studi di Milano e Id-Lab, illustrava la storia e le specificità planetarie dei temi della biodiversità. La mostra percorreva la storia dell'agricoltura ed era percorribile sia dal passato verso il futuro che viceversa. Le sezioni dell'esposizione sono state:
  - Introduzione al tema
  - Wild: la biodiversità prima dell'avvento dell'agricoltura
  - Domesticazione, coltivazione e agro-biodiversità
  - I grandi viaggi
  - Le rotazioni agrarie
  - La rivoluzione verde
  - Oltre la rivoluzione verde
  - ... e quindi?

Nella mostra furono esposti pezzi provenienti da diverse collezioni, tra cui: la Collezione Garnier Valletti dell'Università degli Studi di Milano, la xiloteca del Museo civico di storia naturale di Milano, la collezione di semi di piante selvatiche e coltivate dall'Erbario dell'Orto botanico di Padova, la Collezione Fulgenzio Vitman dell'Orto botanico di Pavia, la banca di germoplasma del mais del CRA-MAC di Bergamo.
- Il Padiglione del Biologico e del Naturale era composto da sei aree tematiche: 
  - Semi, cereali, legumi e derivati
  - Frutta, ortaggi e trasformati
  - Olio e vino
  - Prodotti da allevamento
  - Erboristeria, integratori, benessere
  - Servizi, tecnologie, formazione, certificazione.

Completavano il Padiglione uno shop con prodotti biologici, in partnership con NaturaSì, e un ristorante bio, in partnership con Alcenero-Berberé.
All'interno del parco era inoltre presente un teatro che ospitava incontri, attività, conferenze e appuntamenti culturali di ogni genere sul tema della biodiversità e del rapporto tra uomo, cibo e natura.

## Partner dell'Area Tematica
Di seguito i partner di Bologna Fiere: FederBio, Cosmetica Italia, FederUnacoma, Bologna City of food, Confederazione Italiana Agricoltori.
I partner tecnici dell'area tematica sono stati: Alce Nero, Cosmoprof, Cosmofarma, Erbolario, Irritec, NaturaSì, Latifolia.